# EchoStar XIII
O EchoStar XIII, também conhecido como CMBStar 1, foi um projeto de satélite de comunicação geoestacionário estadunidense que seria construído pela Space Systems/Loral (SS/L) e era para ser operado pela EchoStar, mas, o mesmo acabou sendo cancelado.

## História
A Space Systems/Loral anunciou no dia 30 de junho de 2006 que tinha assinado um novo contrato para a construção de um satélite de telecomunicações para a EchoStar, o CMBStar, para serviços de vídeo móvel para os dispositivos que a China queria disponível a tempo para os Jogos Olímpicos de 2008.
Para a EchoStar, uma empresa dos Estados Unidos, possuir e operar um satélite servindo a China não seria necessário liberar a licença para a exportação de tecnologia através da International Traffic in Arms Regulations (ITAR) dos Estados Unidos, que regem as exportações relacionadas com satélites. As atuais restrições ITAR limitaria severamente o acesso de qualquer cliente chinês para detalhes técnicos de um satélite estadunidense, e também impediria que o satélite fosse lançado em um foguete chinês Longa Marcha. Para os chineses ter a EchoStar como o proprietário e operador evitaria a maior parte desses problemas.
A EchoStar declarou a Securities and Exchange Commission (SEC) dos Estados Unidos, em abril, que uma de suas subsidiárias tinha feito um pagamento inicial de 34 milhões de dólares, em um "projeto de serviços de satélite não estadunidense", e que até 115 milhões de dólares em financiamento adicional seria disponibilizados pela EchoStar, até os marcos do projeto.
Em maio de 2008, o CMBStar foi suspenso e a plataforma do CMStar após um longo período de armazenamento foi usado para o satélite EchoStar XXIII que foi ordenado em abril de 2014.